# 반주 (음악)
반주(伴奏)는 음악에서 주선율을 화성적으로 뒷받침해주는 부분이다. 주선율을 뒷받침해주는 것에는 반주 외에 부선율도 있다. 주선율과 부선율을 합쳐 선율(멜로디)이라고 한다. 한편 주선율을 만드는 작업을 작곡이라고 하고, 반주나 부선율을 만드는 작업을 편곡이라고 한다.
한편 반주 음악(Instrumental, 약칭: Inst.)은 보컬이 있는 노래에서 보컬 부분만을 지운 것을 말한다. 일반적으로 스튜디오 음반 같은데에서 마지막 트랙으로 넣는 경우가 많다.

## 같이 보기
- 아코디언
- 통주저음
- 스트러밍